# Блуї
Блуї (англ. Bluey) — австралійський дитячий мультсеріал, створений Джо Браммом в 2018 році.
Мультсеріал розказує про дівчинку австралійського пастушого собаки, яка, до того ж, енергійна та весела. Блуї живе зі своєю сестричкою та батьками в одному австралійському місті.

## Персонажі

### Головні
Блуї — семирічна донька батька Бандита, яка, до того ж, енергійна та весела й любить пригоди.
Бінґо — п'ятирічна сестра Блуї, хоч й любить пригоди теж, але також й допомагати батькам й прибирати.
Чиллі Хілер — мама двох дівчат, іноді може бути вимогливою та суворою до дівчат та Бандита, розумна та добра. Одружена з Бандитом Хілером.
Бандит Хілер — тато двох дівчат, може бути суворим до дівчат також, але й надає так само життєві уроки завдяки простим пригодам дівчат.

### Другорядні
Страйп Хілер — молодший брат Бандита, який є одружений з Тріксі (вона їм як тітка).
Тріксі, вона ж тітка для Блуї та Бінго, — жінка Страйпа, має двох доньок: Маффін і Сокс.
Маффін і Сокс — дві доньки Тріксі. Маффін дуже самовпевнена і не хоче ділитись з Сокс, Сокс дика й мала, навчиться говорити й ходити на двох лапах, поки що кусається.
Редлі Хілер — брат Бандита й Страйпа, вперше з'явився в серії «Подвійна няня».
Тітка (для Блуї та Бінго) Фріскі — невідома (для мене; створювача сторінки) жінка, яка вперше з'явилась в серії «Подвійна няня».
Тітка (знову, для Блуї та Бінго) Бренді — втрачена (на 4 роки) сестра Чиллі, яка була показана в серії «Онезис».
Ґрендед (з англ. «великий тато») — тато Чиллі, який був показаний в серії «Телефон».
Мама Чилі — була показана лише в серії «Дракон».
Боб Хілер — тато Бандита (тата Блуї та Бінго), який був показаний в двох версіях: своїй і молодій.
Кріс (Нана) Хілер — мама Бандита. Була показана в кількох серіях.

### Діти
Лакі, Чакі, Хлоя, Мила, Маккензі, Коллі, Коко, Снікерс, Расті, Дасті і Діґґер — друзі Блуї. В англійській Вікіпедії не зазначено голосів дітей.
А Джек Рассел, Інді, Вінтон, Дзюдо, Тер'єри, Ліла, Місі, Пом Пом і Бадді — діти, з якими Блуї й Бінго зі своїми друзями іноді воюють і голоси яких теж не зафіксовано в англ. Вікіпедії.

### Спеціальні гості
Пості — працівник в магазині, показувався лише у серії «Танцювальний режим».
Мер Том — кінь, мер міста, де живе Блуї.
та інші.